# Zhemchuzhnikovita
Zhemchuzhnikovita é um mineral de origem orgânica, com fórmula  NaMg(FeAl)C2O4.8H2O. O nome é em homenagem ao mineralogista russo Yuri Apollonovich Zhemchuzhnikov (Samara, 8 de maio de 1885 — Leningrado, 9 de janeiro de 1957).